# Thermes de Saint-Amand-les-Eaux
Les thermes de Saint-Amand-les-Eaux sont depuis le XVIIe siècle un centre hydrothermal situé dans le département du Nord. Le maréchal de Boufflers lança les travaux de captage des eaux en 1697 sur ordre du Roi.
Le centre thermal est sous gestion de la Chaîne thermale du Soleil depuis 2012.

## Un peu d'histoire

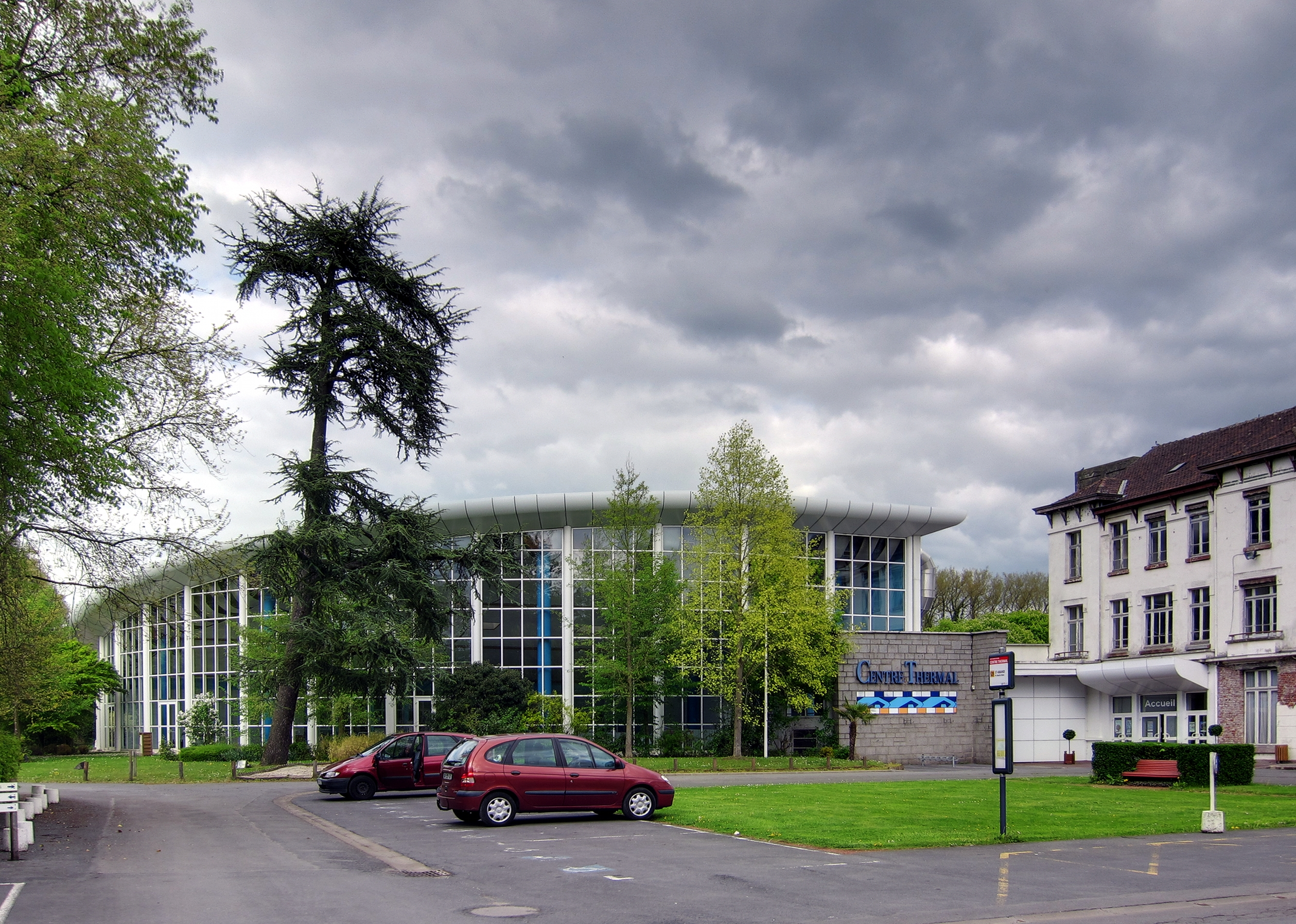
Les thermes de Saint-Amand-les-Eaux

Établissement thermal et minéral, qui a valu à la ville la deuxième partie de son nom. On y compte quatre sources : la Fontaine-Bouillon, le Pavillon-Ruiné, la Petite-Fontaine et la Fontaine de l’Évêque-d’Arras.
Outre les eaux de source, la station est également renommée pour ses cataplasmes d'argile.
- En 50 av. J.-C., les vertus des sources étaient déjà connues des Romains, qui avaient bâti des thermes sur le site. Négligées puis abandonnées durant le Moyen Âge, les sources reprirent de la renommée. Après la bataille de Lens en 1648, Léopold-Guillaume de Habsbourg, gouverneur des Pays-Bas, est amené par son médecin boire l'eau de Saint-Amand pour traiter une colique néphrétique et en est parfaitement guéri. Les sources furent « redécouvertes » par le maréchal de Boufflers (1644-1711), qui fit exécuter d’importants travaux de réfection et de captage des eaux. À cette occasion de nombreux vestiges romains furent découverts[1].
- En 1689, Jean Racine fit un éloge des eaux thermales de Saint-Amand en ces termes : « J'espère que nous pourrons nous trouver lui et moi à Saint-Amand le printemps prochain; car on a en tête que ces eaux-là me sont très bonnes aussi bien qu'à lui. M. de Cavoie s'en est trouvé à merveille et on me demande qu'il ne s'est jamais porté si bien qu'il fait et qu'il a repris, non seulement sa santé, mais même toute sa gaieté »[2],[3].
- Le 17 messidor an XIII (6 juillet 1805), les altesses impériales Louis Bonaparte, son épouse Hortense de Beauharnais et leur fils Napoléon sont venus prendre les eaux à Saint-Amand. Pendant leur séjour, ils ont multiplié les actes de bienfaisance[4], comme mille francs donnés au maire de Raismes et au maire de Saint-Amand pour être distribués aux pauvres de la commune[5].
- 1927 : mise en bouteille.
- 1971 : mise en bouteille PVC.
- 1991 : jumelage avec la ville thermale italienne de Tivoli en raison de ses activités thermales bimillénaires mises en place par les Romains.

Il a été question d'exploitation géothermique de la nappe, ce qui pourrait éventuellement interférer avec les autres usages de l'eau. L'eau peut être légèrement radioactive à certaines profondeurs.
Le site est vendu par le Conseil général du Nord à la Chaîne thermale du Soleil pour 4,1 millions d'euros.

## Soins thermaux

### Illutation et Pélothérapie
L'usage thérapeutique des boues médicinales (péloses ou péloïdes) a pour objet un échange trans-cutané d'ions. Du calcium et du magnésium de la boue vers le derme en échange du sodium et de l'ammonium de la peau.
Les boues de Barèges sont obtenues à partir de kaolin de la région parisienne mélangée aux eaux à 42° de la source tambour. Ce mélange onctueux est riche en Barègine, micro-organismes; oligo-éléments. Il porté à 50° pour être appliqué généralement au rachis et aux articulations. Cette boue par ses particularités réfractaires est en baisse lente de température favorise la vaso-dilatation durant l'application qui dure quinze minutes.

### Bains
Bains soit par aérobains, soin individuel en baignoire d’eau thermale parcourue de microbulles d’air comprimé provoquant une action vasodilatatrice et antalgique de la chaleur, associée à l’effet de massage et de drainage des microbulles d’air sous pression soit par hydroxeurs, soin individuel en baignoire d’eau thermale parcouru de plusieurs jets à pression variable provoquant une action sédative, relaxante, anti-œdémateux par un échange d'oligo-éléments (calcium, fluor) de l'eau vers l'organisme, renforcé par la présence de la Barégine.

### Douche locale
Cette technique est dérivée du bain écossais qui consiste à immerger alternativement une partie de son corps dans un seau d'eau froide et dans un seau d'eau chaude. La technique est désormais optimisé pour le traitement des bras et jambes.Il s'agit d'un des rares moyens connus actuellement pour soigner l'algoneurodystrophie,.

### Piscine de rééducation
La gymnastique pratiquée en piscine profite d'un certain « effet d'apesanteur » du corps dans l'eau (grâce à la poussée d'Archimède, on considère qu'un corps humain est environ cinq fois plus léger). Les bassins sont étudiés de façon à pourvoir réaliser des exercices où il est possible d'appuyer les mains. Ils sont d'une profondeur de 1,30 mètre permettant d'avoir pied et de marcher, de faire les mouvements de tout le corps pour se délier les articulations suivant les indications du kinésithérapeute.

### Piscine d'immersion
Des jets pulsant de l'eau chaude en massage sont installés sur la hauteur d'un mur de la piscine. Ces jets sont à différentes hauteur et sont programmés par séquence automatique.

### Repères bibliographiques
- « Le Petit-chateau à Saint-Amand-les-eaux. Episodes historiques 1793-1805, précédés de quelques mots sur l'établissement des boues et des eaux Thermales ; par H. Chotteau... »(Archive.org • Wikiwix • Archive.is • Google • Que faire ?), Europeana (consulté le 30 août 2014)
- Bottin, Sébastien (1764-1853), « Notice sur les eaux et boues thermales et minérales de Saint-Amand, par S. Bottin,... »(Archive.org • Wikiwix • Archive.is • Google • Que faire ?), Europeana (consulté le 30 août 2014)
- Charpentier, D. (Dr), « Notice sur les eaux et les boues thermo-minérales sulfureuses de Saint-Amand, Nord, par le Dr Charpentier,... »(Archive.org • Wikiwix • Archive.is • Google • Que faire ?), Europeana (consulté le 30 août 2014)
- Charpentier, D. (Dr), « (Circulaire du Dr D. Charpentier aux médecins, touchant les eaux minérales et boues de Saint-Amand, Nord.) »(Archive.org • Wikiwix • Archive.is • Google • Que faire ?), Europeana (consulté le 30 août 2014)
- Sébastien. Bottin, « Notice sur les eaux et boues thermales et minérales de Saint-Amand »(Archive.org • Wikiwix • Archive.is • Google • Que faire ?), Europeana (consulté le 30 août 2014)
- Malet (17..-18..? ; architecte). Auteur du texte, « Restauration des thermes de Saint-Amand, département du Nord, projetée... / par M. Malet, architecte à Doual », Europeana (consulté le 30 août 2014)

### Sources et références
1. ↑  Desmilleville, Essai historique analytique des eaux et des boues de Saint Amand, 1767, 128 p. (lire en ligne), Boufflers alors Gouverneur de la Flandre Françoise d'entamer un ouvrage si utile à l 'humanité. Ce Gouverneur instruit des vertus des Eaux minérales de Saint Amand s'y rendit plusieurs fois avec Mr le Maréchal de Vauban, Mr de Bagnols Intendant, Mr de Megregny Lieutenant général & les Sieurs Brifleau & Bourdon Médecins des Hôpitaux du Roi.
2. ↑  source : Voix du Nord du 25/04/2008
3. ↑  Jean Racine, Recueil Des Lettres De Jean Racine, 1750, 405 p. (lire en ligne), d'aucun soulagement il espere vous écrire Vendredi. On lui conseille de prendre ici les eaux de Saint-Amand en attendant qu il puisse au printemps les aller prendre sur les lieux...J espère que nous pourrons nous trouver lui & moi à Saint Amand le primeras prochain car on a en tête que ces eaux la me sont très bonnes aussi bien qu'à lui.
4. ↑  « Annuaire statistique du département du Nord. Pour … (0000AnNord_0... », sur Mnesys (consulté le 13 septembre 2022).
5. ↑  « Annuaire statistique du département du Nord. Pour … (0000AnNord_0... », sur Mnesys (consulté le 13 septembre 2022).
6. ↑  Gérard Dassonville, Perspectives d'exploitation des ressources géothermales à St Amand-les-Eaux (Nord), Journal français d'hydrologie (Eur. j. water qual.) Volume 13, Numéro 1, 1982, Pages 23 à 33 ; DOI: 10.1051/water/19821301023, en ligne : 09 novembre 2010.
7. ↑  Bernard Défontaine, « Le plan de la Chaîne thermale du Soleil pour moderniser le site de Saint-Amand », sur lavoixdunord.fr, 21 février 2012 (consulté le 30 août 2014).
8. ↑  Deshayes P, Daragon A, Le Loët X, « L'algodystrophie du membre supérieur [Algodystrophy of the upper extremity] », Phlebologie, vol. 40, no 2,‎ 1987, p. 503-9. (PMID 2886999)
9. ↑  (en) Breger Stanton DE, Lazaro R, Macdermid JC., « A systematic review of the effectiveness of contrast baths », J Hand Ther., vol. 22, no 1,‎ 2009, p. 57-69; quiz 70. (PMID 18945584, DOI 10.1016/j.jht.2008.08.001)